# جبل ميثراداتس

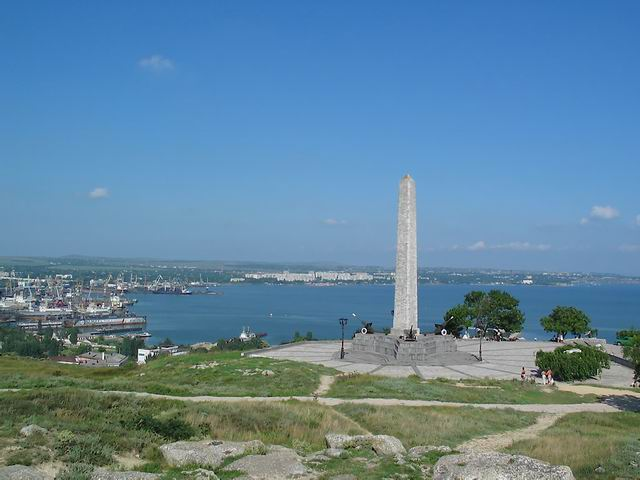
مسلة.

جبل ميثراداتس (بالأوكرانية:Мітридат) يقع في وسط مدينة كيرتش، كان مرشح لينضم إلى العجائب السبع في أوكرانيا. في القرن التاسع عشر، شيد متحف على قمة الجبل، ولكن تم تدميره خلال حرب القرم. في عام 1944 تم بناء مسلة لإحياء ذكرى الجنود الذين دافعوا عن مدينة كيرتش في الحرب العالمية الثانية.
‌